# Окружающая среда Албании

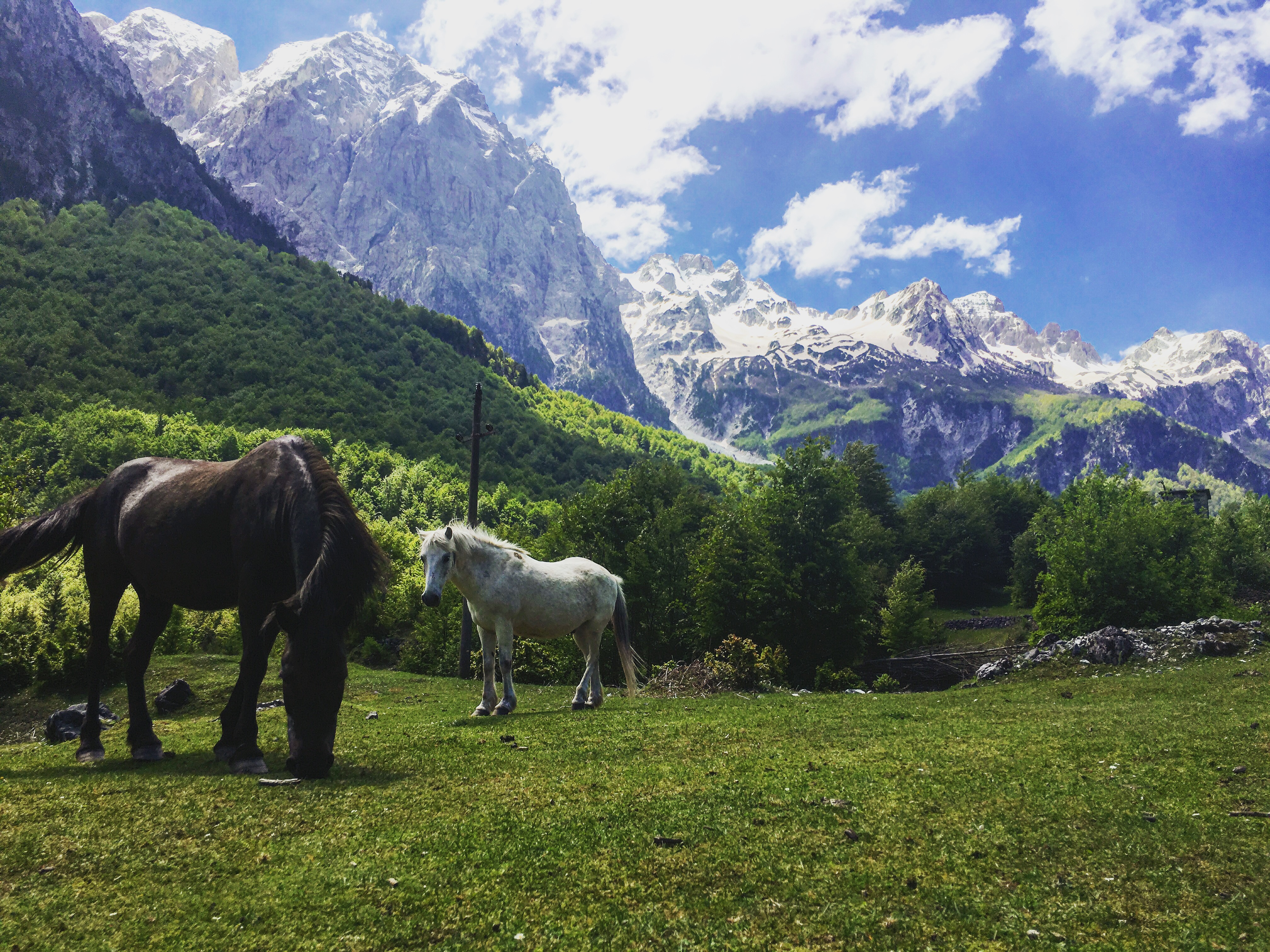
Национальный парк Долина Валбоны, Албания

Окружающая среда Албании характеризуется уникальной флорой и фауной и разнообразными формами рек, которые находятся в небольшом островном государстве. Окружающая среда также состоит из различных экологических регионов, которые представляют естественную географическую экосистему, системы водоснабжения, возобновляемые ресурсы и влияние на них. Горный рельеф преобладает в большей части Албании, другая часть расположена на возвышенностях с глубокими долинами, известными своими плодородными почвами. В общем, 70 % территории Албании занимают горы и холмы высотой до 2751 м над уровнем моря. Албанские горные ландшафты не хуже, чем швейцарские или австрийские, а пляжи на Адриатическом побережье не уступают итальянским.
Вблизи границ с Сербией и Черногорией, Македонией и Грецией находятся несколько крупных озер: Шкодер, Охрид, Преспа.

## Климат
Климат Албании субтропический средиземноморский, с жарким сухим летом и прохладной влажной зимой. В июле средняя температура составляет от +24 до +28. В январе в основном не падает до отметки ниже +4. Осадки в основном приходятся на осень и весну. В зависимости от высоты над уровнем моря климат в различных районах страны меняется. В горной местности температурные показатели значительно отличаются от средних. Морозы в этой зоне могут достигать −20, а годовое количество осадков 2600 мм и более.

## Экология
Загрязнение  воды и воздуха, упадок и эрозия почвы, потеря биоразнообразия, не надлежащее обращение с отходами являются основными экологическими проблемами Албании. Бешеный темп урбанизации и увеличения спроса на природные ресурсы привели к росту уровня деградации. Риски стихийных бедствий, изменчивость и изменение климата представляют другие угрозы для Албании, что делает страну более уязвимой для климатических изменений. В настоящее время Албания является низким эмитентом парниковых газов, но по прогнозам, она увеличится в ближайшие годы (преимущественно из-за транспорта, а также вследствие развития сельского хозяйства и увеличения количества отходов). Албания имеет значительный потенциал для развития экологически чистой и возобновляемой энергетики и транспорта. Албания упорно работает над разработкой правовых и институциональных рамок в области окружающей среды, возобновляемых источников энергии и энергоэффективности.

## Биоразнообразия
Албания характеризуется большим разнообразием экосистем, в которых рассредоточено большое разнообразие растений, главным образом Средиземноморья, которые лучше всего представлены в сети заповедных территорий страны.В Албании существует шесть Национальных парков, 24 заповедника и памятника природы.
Албания считается одной из стран с большим разнообразием животных. Большие озера и прибрежные лагуны внутри страны выступают важными районами для зимовки перелетных птиц. Около 70 видов водяных птиц общим количеством 180 000 особей, проводят зиму в Албании. Албания является важным пунктом пересечения миграционных путей птиц, летучих мышей и насекомых.